# CGG Alizé
Pour les articles homonymes, voir Alizé (homonymie).
Le CGG Alizé est un navire de recherche géophysique, dans le cadre de la recherche pétrolifère.
Il a été construit par les Chantiers de l'Atlantique. Il fut livré en 1999 et est immatriculé au Registre International Français. Ce navire est armé par Louis Dreyfus Armateur avec à son bord huit officiers français en temps normal d'opération. 
Le 20 janvier 2021, la revue Mer et Marine annonce que le CGG Alizé sera transformé en centrale électrique mobile. 

## Source

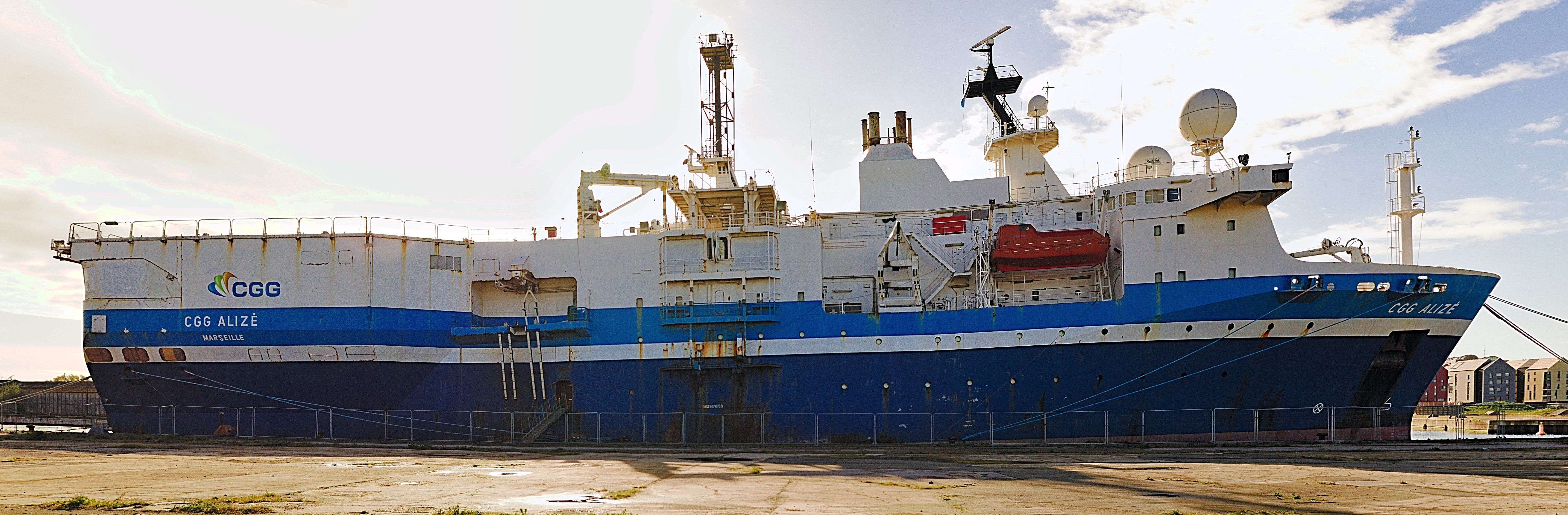
Le CGG Alizé au port de Dunkerque

- Informations techniques : Veristar, Bureau Veritas.